# Priekopa (přítok Hruštínky)
Priekopa je potok na horní Oravě, v nejjižnější části okresu Dolný Kubín. Je to levostranný přítok Hruštínky, měří 2,4 km a je tokem V. řádu.

## Pramen
Pramení v Oravské Maguře, v podcelku Kubínska hoľa, na severovýchodním svahu Dvoch pňov (1 204,2 m n. m.) v nadmořské výšce cca 1 185 m n. m..

## Popis toku
Teče výhradně severním směrem, na horním toku protéká územím zaniklé obce Mokradská Hola. Následně přibírá dva levostranné přítoky z oblasti Nad Zábavou a na dolním toku vstupuje do výběžku Oravské kotliny. Při osadě Zábava, jihozápadně od obce Hruštín, se v nadmořské výšce přibližně 754 m n. m. vlévá do Hruštínky.